# Servatiuskirche (Erfurt)
Die Servatiuskirche war eine Pfarrkirche in der Altstadt von Erfurt. Sie befand sich auf der Ecke der Pergamentergasse zur Turniergasse. 

## Geschichte
Die Servatiuskirche bestand bereits 1181 als Pfarrkirche. Ihr Pfarrbezirk war 1234 extrem klein, er umfasste nur 46 Häuser, womit er zu den kleinsten der ohnehin schon kleinen etwa 25 Erfurter Pfarrbezirken des Mittelalters gehörte. 1416 wurde die Kirche bei einem Brand zerstört und anschließend wiederaufgebaut. 1530 wurde die Servatiuskirche evangelisch und nur noch wenig für Gottesdienste genutzt. 1701 stürzte sie teilweise ein, sodass sie 1716 aus Sicherheitsgründen ganz abgetragen wurde. 